# Aeroportul Geneina
Aeroportul Geneina (IATA: EGN, ICAO: HSGN) este un aeroport din Statul Darfur de Vest, Sudan ce deservește zona Al-Junaynah. A fost numit după zona deservită.
Situat la o altitudine de 808 m, aeroportul dispune de o singură pistă.